# Kościół św. Wawrzyńca w Pacynie
Kościół świętego Wawrzyńca w Pacynie – rzymskokatolicki kościół parafialny należący do dekanatu Sanniki diecezji łowickiej. Jest jedynym rejestrowanym zabytkiem wsi.

## Historia
Budowa obecnej świątyni w stylu neogotyckim rozpoczęła się w 1897 roku. Jej projektantem był architekt Artur Goebel. Prace budowlane były prowadzone przez majstra murarskiego Ludwika Kuzieńskiego. Budowla została konsekrowana w 1921 roku przez biskupa Stanisława Galla.

## Architektura
W kościele znajdują się trzy ołtarze, reprezentujące styl neogotycki. Są to: ołtarz główny z obrazem Matki Bożej Częstochowskiej z wizerunkiem św. Wawrzyńca na zasuwie oraz dwa ołtarze boczne posiadające obrazy Pana Jezusa Ukrzyżowanego i Świętej Rodziny. Ambona została wykonana w stylu neogotyckim w formie łodzi. Prospekt organowy został wykonany przez Dominika Biernadzkiego, także w stylu neogotyckim.

## Tablice pamiątkowe
W kościele wiszą tablice pamiątkowe, upamiętniające:
- Zdzisława Czarnowskiego (zm. 20 maja 1918), właściciela dóbr Kąty, uczestnika powstania styczniowego,
- księdza Stanisława Zawadzkiego, proboszcza pacyńskiego zamordowanego przez Niemców w obozie koncentracyjnym w Dachau 11 czerwca 1942,
- Eugeniusza Prośniewskiego, organisty w Pacynie przez 23 lata, zamordowanego przez Niemców w Zwickau 27 stycznia 1943,
- Walentego Kopycińskiego (ur. 15 lutego 1902, zm. 24 lutego 1941), nauczyciela zamordowanego przez Niemców w obozie zagłady w Mauthausen-Gusen,
- księdza Jerzego Biernackiego (zm. 11 listopada 1999), proboszcza pacyńskiego w latach 1993–1999,
- papieża Jana Pawła II (z 2005),
- Janiny Roszkowskiej (zm. 9 lipca 1898 w Kątach)[4].

## Galeria

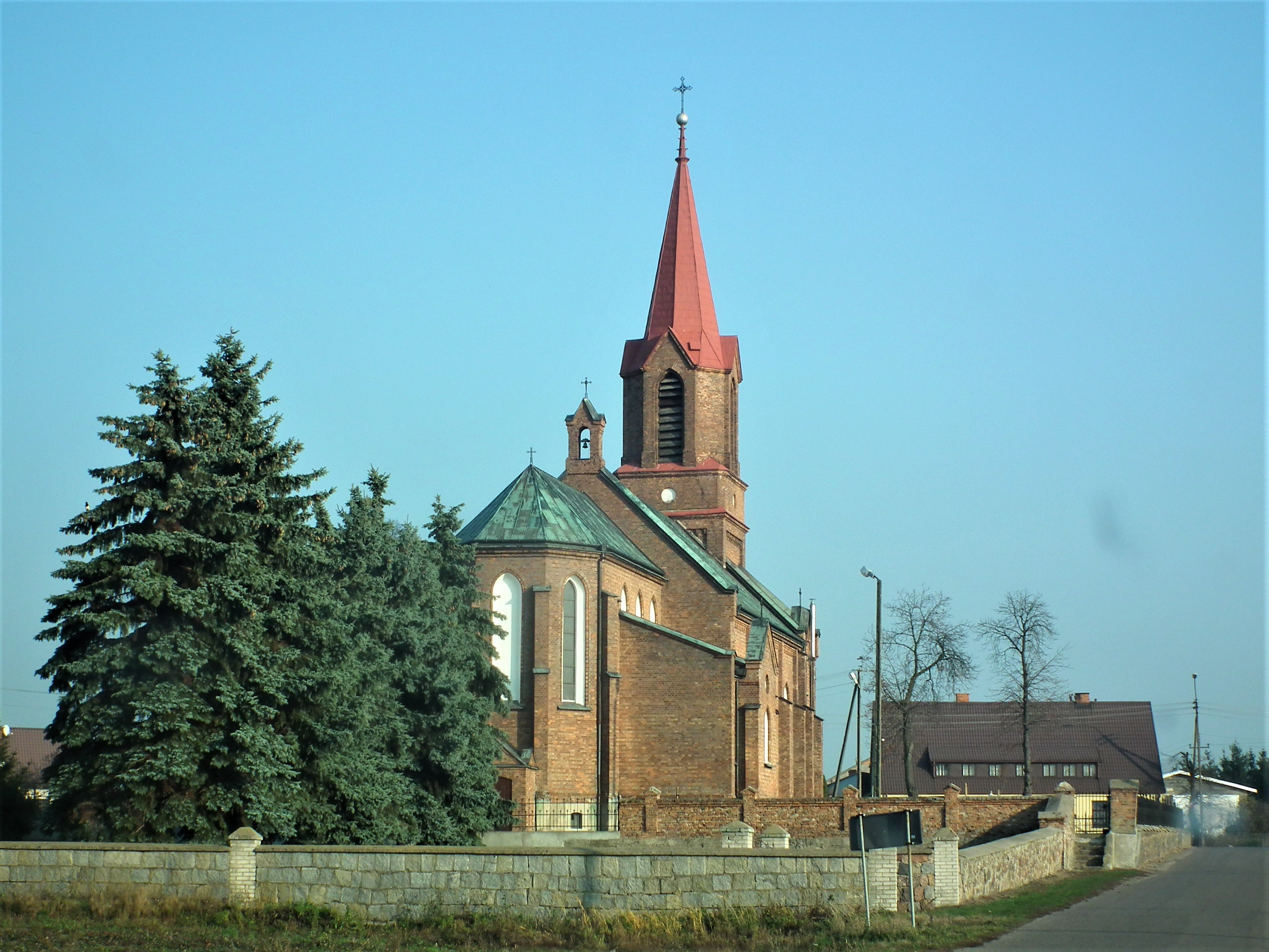
Widok od strony prezbiterium
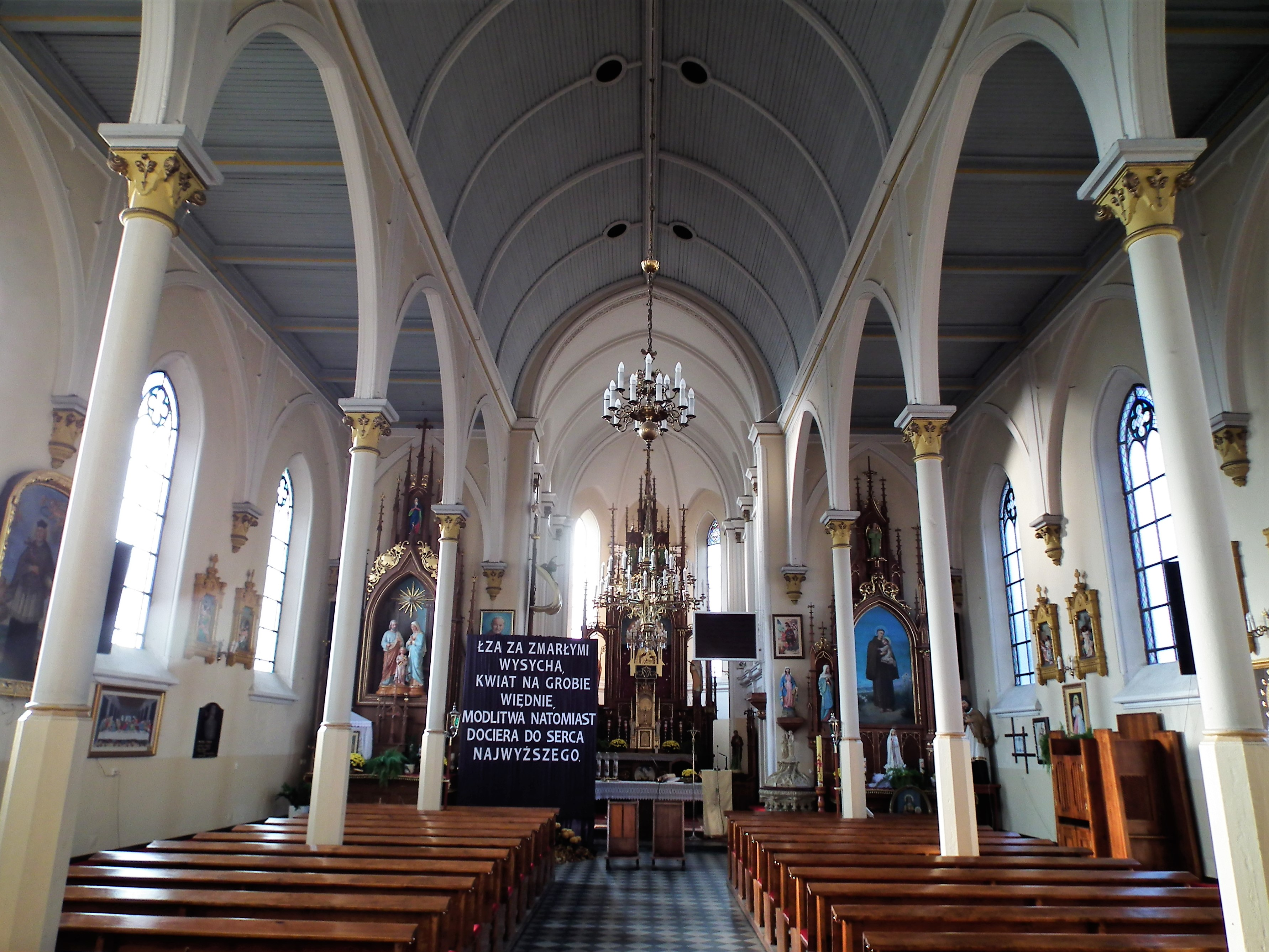
Wnętrze z ołtarzem
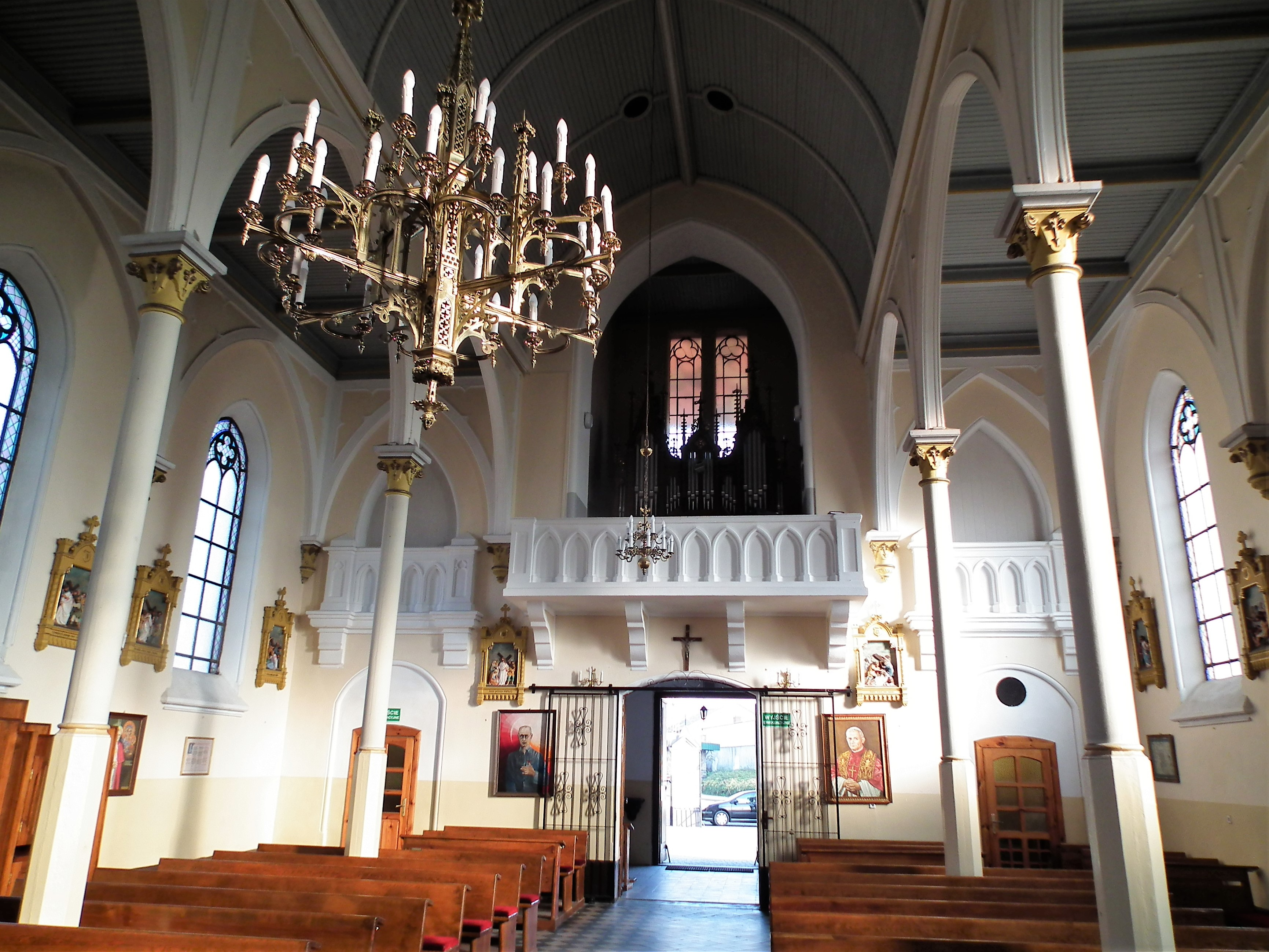
Balkon i organy